# Черногай
Черногай — село в Белинском районе Пензенской области России, входит в состав Студенского сельсовета.

## География
Село расположено в 13 км на северо-запад от центра поселения села Студенка и в 35 км на северо-запад от райцентра города Белинский.

## История
Поселена графом Кириллом Григорьевичем Разумовским между 1745 и 1762 гг. у истоков речки Машни (на некоторых картах – Машля), в черном лесу. В 1782 г. упоминается как д. Лука, Шабловка тож, графа Алексея Кирилловича Разумовского в общей меже с другими его селениями. Черный гай – лиственный лес (вырублен в 19 в.). Именовалась также деревней Луки; от русского термина лука – изгиб берега. Прежнее неофициальное название – Шабловка, вероятно, по бывшему месту жительства крестьян в Московской губернии. 
В 1861 г. крестьяне А.С. Уварова (около 600 человек вместе крестьянами с. Студенки) приняли участие в восстании за полную и немедленную отмену крепостного права (центр восстания находился в с. Кандиевке). Они прекратили ходить на барщину, разобрали господский хлеб и инвентарь. В 1877 г. – селение Студенской волости Чембарского уезда Пензенской губернии, 82 двора. Приход Дмитриевской церкви с. Починки. В 1896 г. в д. Черногай (Шаболовке) 88 дворов, при селе хутор Уваровых – одно жилое строение, в нем 106 муж. и 32 жен. (ГАПО, ф. 294, оп. 1, е.хр. 6). В 1911 г. – д. Черногай, Шабловка тож, Студенецкой волости Чембарского уезда, одна крестьянская община, 126 дворов, земская школа, паровая мельница, 4 ветряных мельницы, 2 лавки. 
C 1928 г. — центр Черногайского сельсовета Поимского района Пензенского округа Средне-Волжской области. C 1939 г. — в составе Пензенской области. В 1955 г. – в составе Черногайского сельсовета (центр в пос. Октябрьском) Поимского района, колхоз имени Ворошилова. В 1980-е гг. – в составе Студенского сельсовета.

## Население
| 1864 | 1877 | 1897 | 1911 | 1926 | 1939 | 1959 |
| ---- | ---- | ---- | ---- | ---- | ---- | ---- |
| 565  | ↗783 | ↘619 | ↗812 | ↗981 | ↘688 | ↘442 |
| 1979 | 1989 | 1996 | 2002 | 2010 |      |      |
| ↘198 | ↘104 | ↗112 | ↘103 | ↘82  |      |      |